# Sonata representativa
Sonata representativa
Sonata na skrzypce i basso continuo skomponowana przez Heinricha Ignaza Franza von Bibera.
Utwór składa się z 9 części:
- 1. Allegro
- 2. Nachtigal (Słowik)
- 3. CuCu (Kukułka)
- 4. Fresch (Żaba)
- 5. Die Henn & Der Hann (Kogut i kura)
- 6. Die Wachtel (Przepiórka)
- 7. Die Katz (Kot)
- 8. Musqetir Mars (Marsz Muszkieterów)
- 9. Allemande